# Péter Horváth
Péter Horváth (Budapest, Hungría, 30 de agosto de 1974) es un nadador húngaro retirado especializado en pruebas de estilo braza, donde consiguió ser medallista de bronce mundial en 1998 en los 4 x 100 metros estilos.

## Carrera deportiva
En el Campeonato Mundial de Natación de 1998 celebrado en Perth (Australia), ganó la medalla de bronce en los relevos de 4 x 100 metros estilos, nadando el largo de braza, con un tiempo de 3:41.61 segundos, tras Australia (oro con 3:40.08 segundos) y Alemania (plata con 3:41.53 segundos).